# Добрі Христов
Добрі Христов (болг. Добри Христов; *14 грудня 1875, м. Варна, Османська імперія — †23 січня 1941, Софія, Болгарія) — болгарський хоровий та духовний композитор, етнограф, фольклорист і педагог. Регент церковних хорів. Один із засновників болгарської класичної музики.
Автор повного богослужбового хорового циклу, який не має аналогів у БПЦ.

## Біографія
Батько Добрі - Христо Іванов, був дрібним ремісником, який переселився до Варни з міста Казанлик під час війни із Російською імперією за Крим. Мати композитора - гагаузка, переселениця з Ямбольського регіону. Життя не сприяло заняттям Добрі музикою, проте на заощаджені гроші він купив собі флейту, підлітком брав участь у репетиціях військового оркестру. Тоді ж починає перші спроби складати музику.
У 1890-ті створив два хорових твори „Лиляна мома хубава” та „Пусти моми жеравненки”, з якими безуспішно претендував на державну стипендію для навчання музиці за кордоном. Але гроші зібрала варненська громадськість і відправила талановитого та впертого юнака власним коштом на навчання до Празької консерваторії. Там одним з його викладачів був Антонін Дворжак, який прищепив студенту повагу до фольклору. Прага сформувала Христова як творчу особистість, що повністю присвятила себе класичній музиці. Консерваторію закінчив 1903, після чого повернувся до Варни, а 1907 назавжди оселився у Софії.
Викладач Софійської консерваторії (1922-1933), де також займається науковою діяльністю.

## Творчість

### Світські твори
Добрі Христов створив величезну кількість хорових та сольних пісень. Був одним із перших професійних диригентів Болгарії. Твори „Ръченица”, „Леле моме”, „Ерген дядо”, „Ганината майка”, „Дафино вино” досі є в репертуарах провідних хорових колективів Болгарії. Також активно творив оркестрову музику, писав лібретто для опер.
Написав також і дитячі опери: "Діти-борці" (1917, про македонські повстання), "Розумний орач" (1932), "Цариця-осінь" (1938), "Дід мороз і першя весна" (1938).

### Церковні твори
Творчість Христова відіграла виняткову роль у болгарській церковній музиці. Він створив власну модель розвитку болгарського церковного співу. Ключовими творами є дві Літургії св. Іоанна Золотоустого (1925 та 1934), а також Піснеспіви на Всенощне бдіння (1935-1939).
Багато років був регентом одного з найбільших православних храмів Софії (1911-1928), в якому створив професійний хор. Саме для цього колективу написав Літургію №1 (1925). Також гастролював із цим хором у Німеччині.
На думку критиків, "у музичному відношенні Добрі Христов зберігає національну церковно-хорову традицію, водночас привносячи елементи світської музики - у мелодійно-гармонійному плані. Його композиції відрізняє красиво виписані, протяжні мелодії, прикрашені зі смаком та ясною, стрункою гармонічною структурою. Настрої у більшості з пісень циклу є ніжно-романтичними, виповнені просвітленістю та відданістю молитві, патетичності та строгості у кульмінації".

### Наукові праці
Добрі Христов узяв участь у дискусії довкола походження та оригінальності церковного "Болгарського співу", поширеного з 17 ст. в Україні. Як авторитетний етнограф, він доводив, що Б. с. є стародавнім народним співом (він дослідив також і українські письмові джерела 17-18 ст.). Такої ж думки трималися його болгарські колеги Христо Шалдев, Дімітр Тюлев, Алексей Шулговський, Георгій Байданов.
У своїх теоретичних працях дослідив метроритмічні особливості болгарських народних пісень і танців:
- «Ритмічні основи народної музики» (1913);
- «Технічна структура болгарської народної музики» (1928).

## Дослідники творчості Д. Христова
Початок дослідженню творчості Христова покладено Іваном Камбуровим - ще до радянської окупації Болгарії (1944). Вже тоді була очевидною епохальна роль Христова у становленні болгарської класичної музики. Згодом праці, присвячені його творчості, написали В. Кристев, Е. Тончева, А. Баларева, Р. Бікс, Св. Куюмджієва, І. Рачева, Т. Тодоров, Л. Ботушаров, К. Япова.